# Кощавець Ірина Миколаївна
Ірина Миколаївна Кощавець (нар. 10 лютого 1956, Харків) — українська хореографка, педагогиня, заслужена діячка мистецтв України (1999), лауреатка міжнародних і всеукраїнських фестивалів та конкурсів хореографічного мистецтва.

## Життєпис
Навчалась у Харківському державному інституті культури, де викладачами були С. Коливанова та Т. Попеску. Закінчила навчання у 1986 році.
У Палаці культури Червонозаводського району Харкова очолює зразковий ансамбль танцю «Джерельце», головна балетмейстерка ансамблю від 1978 року.
Починаючи з 2007 року викладає у Харківської гуманітарно-педагогічної академії. Є доцентом кафедри музично-інструментальної підготовки вчителя.
Голова Творчого Союзу Дитячої Народної хореографії, авторка й організаторка різноманітних хореографічних фестивалів, які були започатковані у 1996 році: Міжнародний фестиваль-конкурс народного танцю «Зелен світ», Всеукраїнський фестиваль-конкурс народного танцю «Толока», різдвяний фестиваль дитячої творчості «Зимовий сонцеворот».
Бере активну участь у різноманітних творчих проєктах на території Харківської області. Постановниця хореографічних композицій «Харків – моя любов», «Веселка над Харковом», «Ми – віра, надія твоя, Вітчизно моя», «Останній дзвоник», «Ода танцю», «В’язанка слобожанських польок», «Палітра Слобожанщини», «З родини йде життя людини».

## Науковий доробок
Була авторкою навчальних посібників:
- Кощавець І. М. Хореографія в системі підготовки фахівців музичного мистецтва.–  Харків: ХГПА, 2014. –  78 с.
- Аржоніхіна С. В.,  Булгакова В. А., Бившева Т. Ф., Кощавець І. М. Основи музично-теоретичної, фортепіанної та хореографічної підготовки студентів мистецьких спеціальностей.–  Харків: ХГПА, 2015. –  98 с.

## Нагороди та відзнаки
- почесне звання «Заслужений діяч мистецтв України» (1999)[4];
- Медаль П. Вірського (2003);
- орден княгині Ольги III ступеня (2009)[5][6];
- Почесна грамота Харківської ОДА (2015)[7];
- Лауреатка низки міжнародних і всеукраїнських фестивалів та конкурсів хореографічного мистецтва